# テジャス急行
テジャス急行（テジャスきゅうこう、英語: Tejas Express）は、インドの鉄道路線における列車種別の1つ。テジャス客車（Tejas Coach）と呼ばれる近代的な客車が用いられ、2017年以降インド各地で運行している。

## 概要
テジャス客車は、インドのレール・コーチ・ファクトリーが開発・生産する鉄道車両で、既存の客車と比べて自動扉の採用、制動装置の改良、安全設備の強化といった刷新が行われている。この客車を用いる、最高速度130 km/hの高速昼行列車種別として設定されたのがテジャス急行である。
全車とも冷房が完備されており、3＋2人掛けのクロスシートが設置されている冷房付き座席車（Chair Car、CC）と、2＋2人掛けのクロスシートが設けられているエグゼクティブクラス座席車（Executive Chair Car、EC）の2種類の座席車が主に連結されている。車内には真空式バイオトイレの他、コーヒーや紅茶を購入できる無料の自動販売機が設けられている。運賃には車内で提供される各種食事も含まれている一方、食事なしでの利用も可能であり、後者の方が運賃は安くなる。また、列車には荷物車や車内に電源を供給する電源車が連結されている他、一部列車には「ビスタドーム（Vistadome）」と呼ばれる展望性を向上させた冷房客車が2023年以降増結されている。

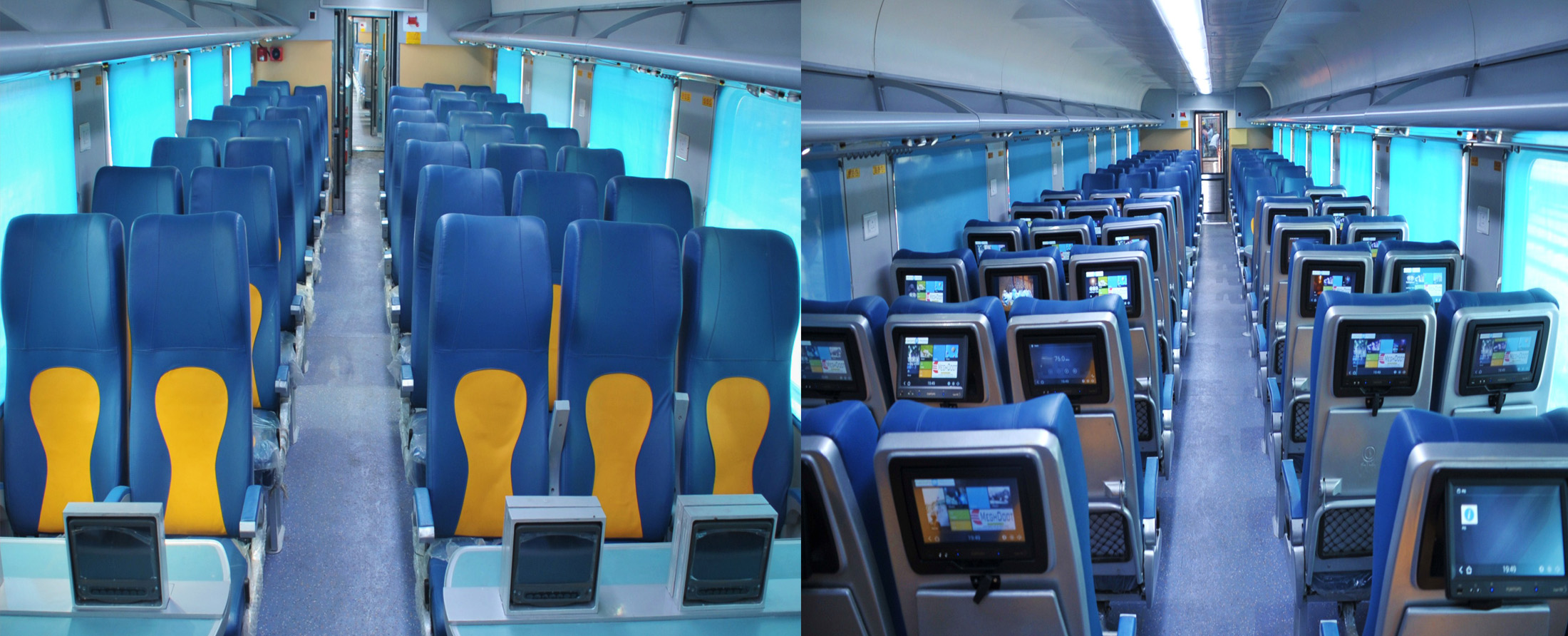
車内（冷房付き座席車）

## 列車

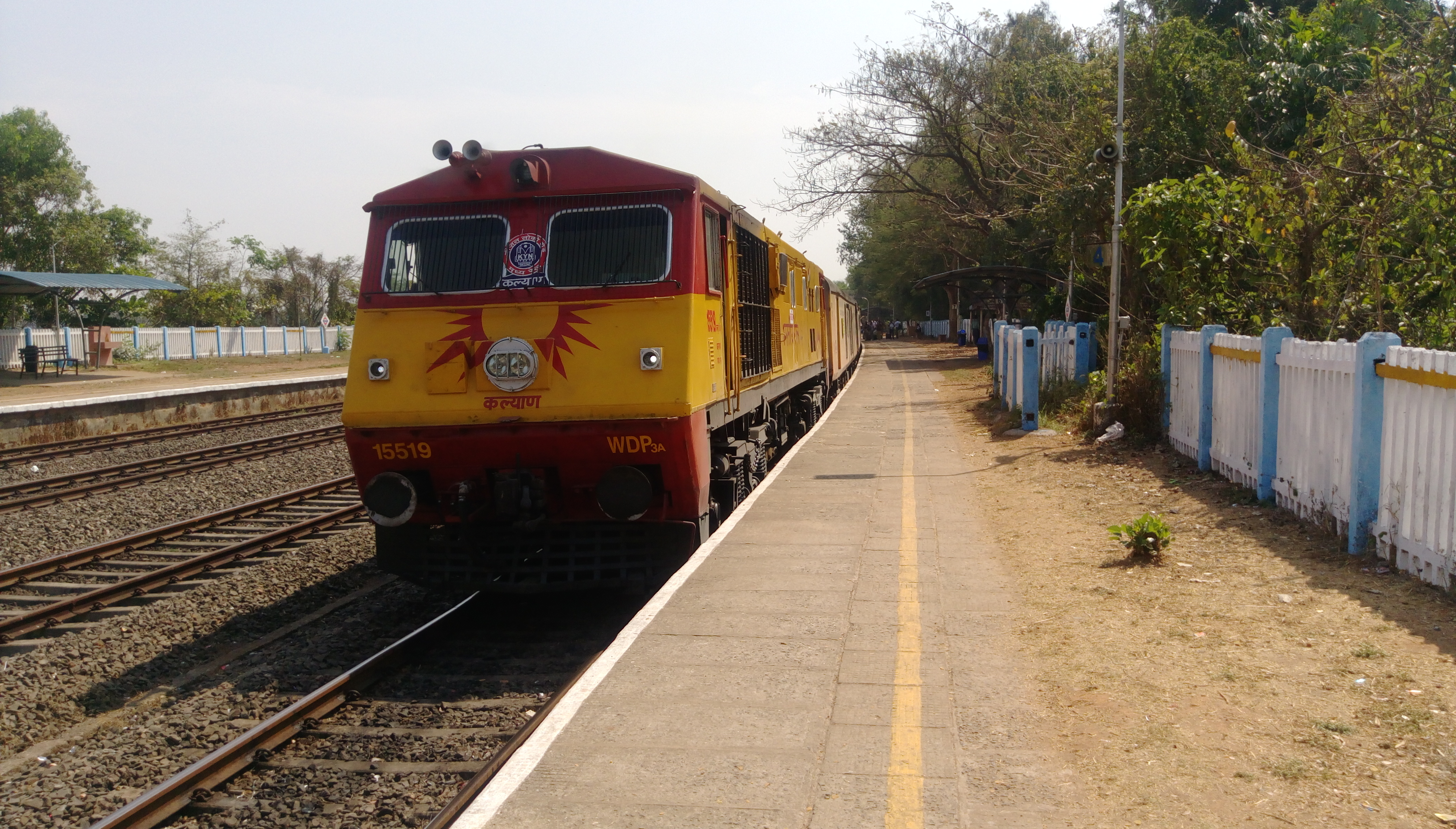
ムンバイCSMT-マドガオン・テジャス急行 （2018年撮影）
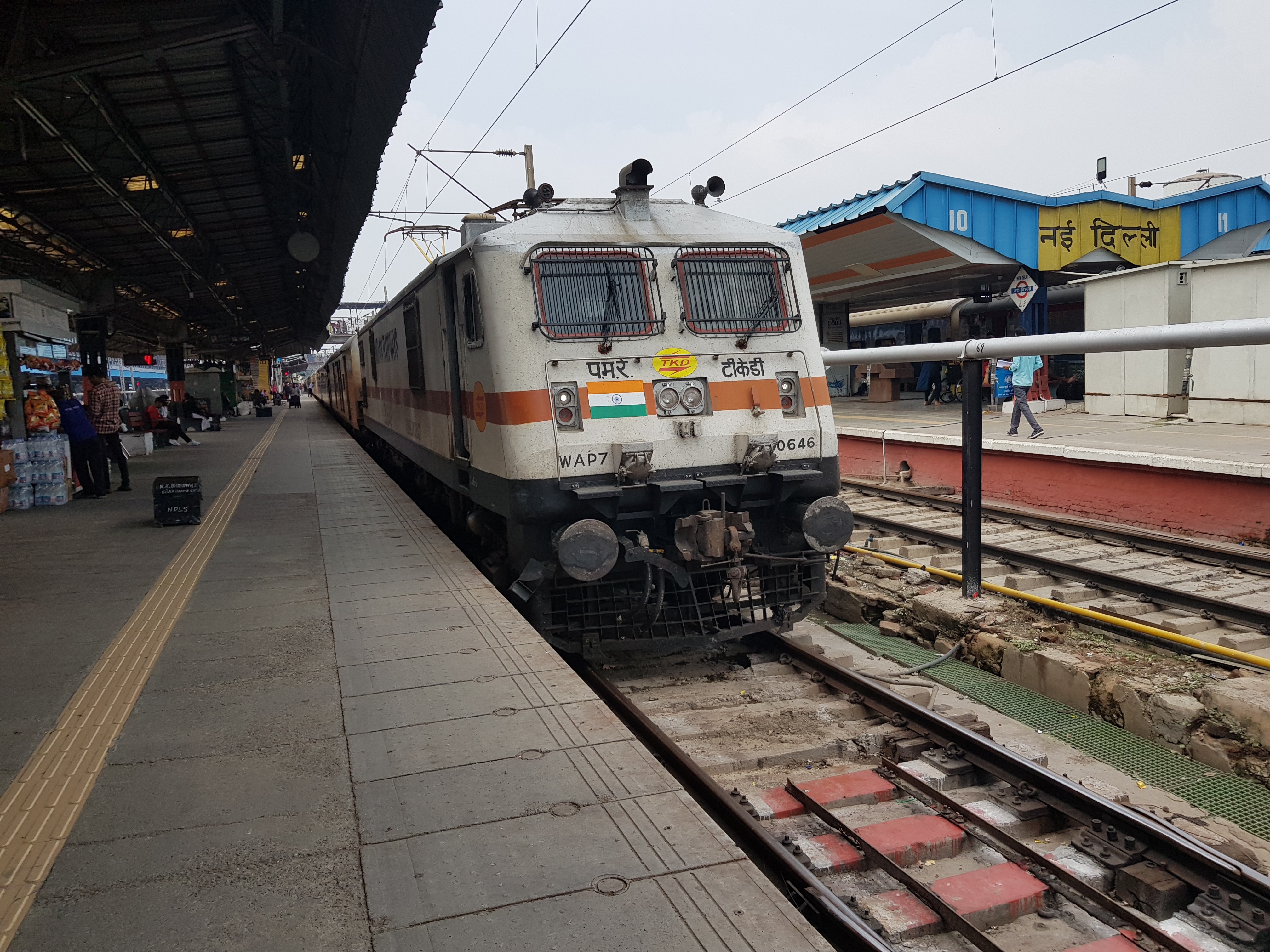
ラクナウ-ニューデリー・テジャス急行 （2022年撮影）

2017年5月に最初の列車となるムンバイCSMT-マグガオン・テジャス急行が登場して以降、テジャス急行は以下の列車が運行している。そのうち一部列車はインド鉄道の子会社であるインド鉄道ケータリング・観光会社（Indian Railway Catering and Tourism Corporation、IRCTC）によって運営されている
。
- インド鉄道運営列車
  - ムンバイCSMT-マドガオン・テジャス急行（英語版） - ビスタドームを連結[4][6]
  - チェンナイ・エグモア-マドゥライ・テジャス急行（英語版）[8]
- IRCTC運営列車
  - ラクナウ-ニューデリー・テジャス急行（英語版）[9]
  - アフマダーバード-ムンバイ・セントラル・テジャス急行（英語版）

- ムンバイCSMT-マドガオン・テジャス急行（英語版）
（2018年撮影）
- ラクナウ-ニューデリー・テジャス急行（英語版）
（2022年撮影）

## 関連列車

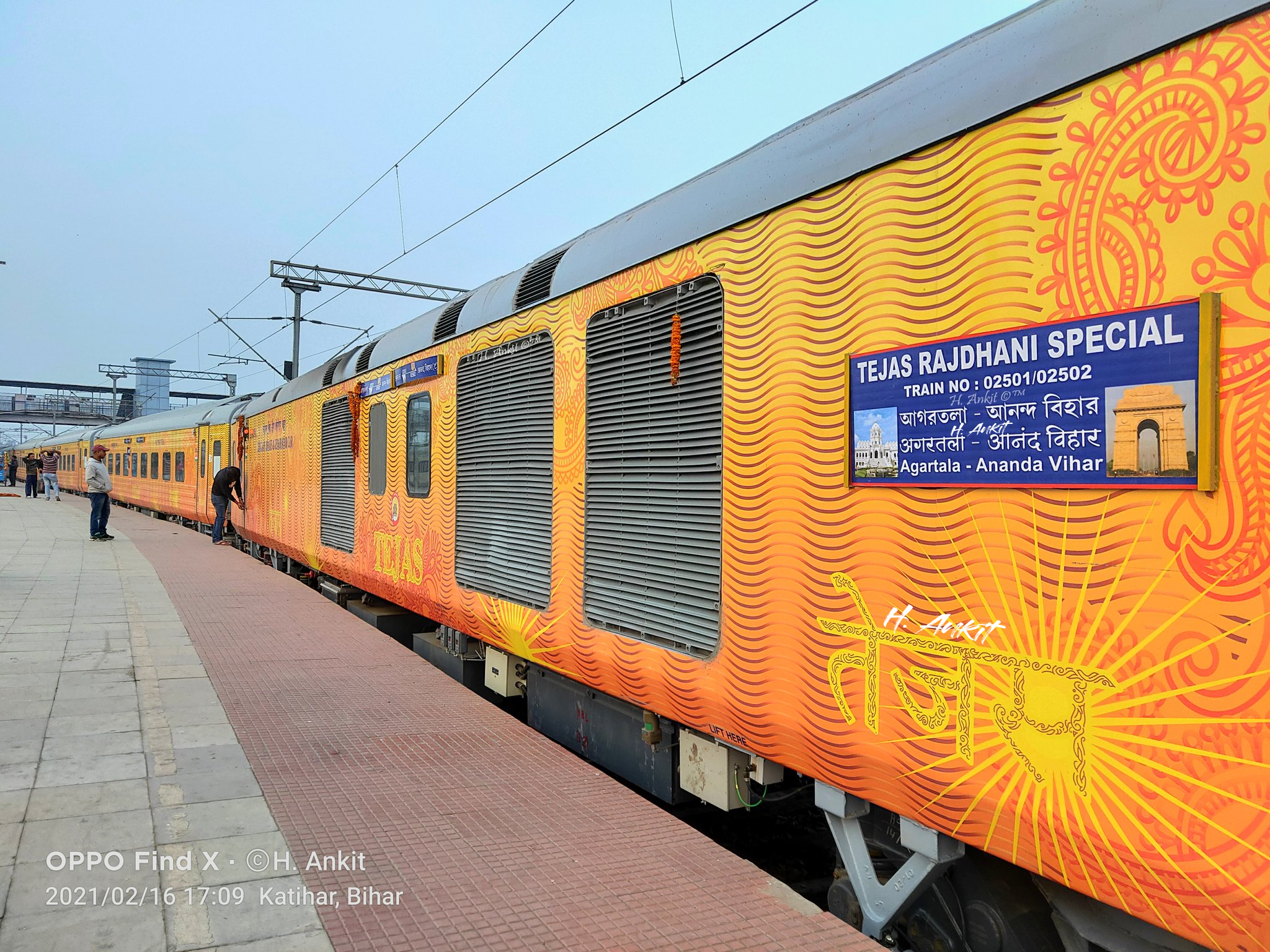
テジャス・ラージダーニー急行（2021年撮影）

- テジャス・ラージダーニー急行  - ラージダーニー急行のうち、テジャス客車（寝台車）を用いる列車の種別[10]。